# Burg Backelstein
Die Burg Backelstein ist eine abgegangene frühmittelalterliche Spornburg (Holzburg) unbekannter ständischer Zuordnung südlich von Hauenstein im Landkreis Südwestpfalz in Rheinland-Pfalz, Deutschland.
Die Burg befand sich bei 310 m ü. NN auf einem Felsenriff am Südwesthang des Weimersberges, westlich des Soldatenkopfes. Der Felsen ist als Naturdenkmal ND-7340-236 im Gemeindegebiet von Hauenstein ausgewiesen.

## Geschichte
Eine urkundliche Erwähnung der Burg ist nicht bekannt. So lassen sich keine Aussagen über Bau, Geschichte oder Bewohner treffen. Der Sage nach soll es sich um das Jagdschloss von Kaiser Friedrich Barbarossa handeln. Scherbenfunde gelber Drehscheibenware lassen eine Nutzung vor dem 13. Jahrhundert vermuten.

## Anlage
Die Burgstelle zeigt nur noch wenige Pfostenlöcher im Fels. An der Nordseite sind eine Felsenkammer sowie ein aus dem Fels gehauener Aufgang erkennbar. Mauerreste fehlen vollkommen. Der Zugang zum Oberfelsen ist über eine in neuerer Zeit erbaute Treppe zu erreichen. Diese Treppe wurde 2019 wegen Absturzgefahr gesperrt. Seit 2022 ist sie nach umfangreicher Sanierung wieder begehbar.

## Ritterstein
Die Burg Backelstein wird als Ritterstein Nummer 220 geführt. Die Inschrift im Fels lautet: Backelstein – Fruehmittelalterliche Holzburg.

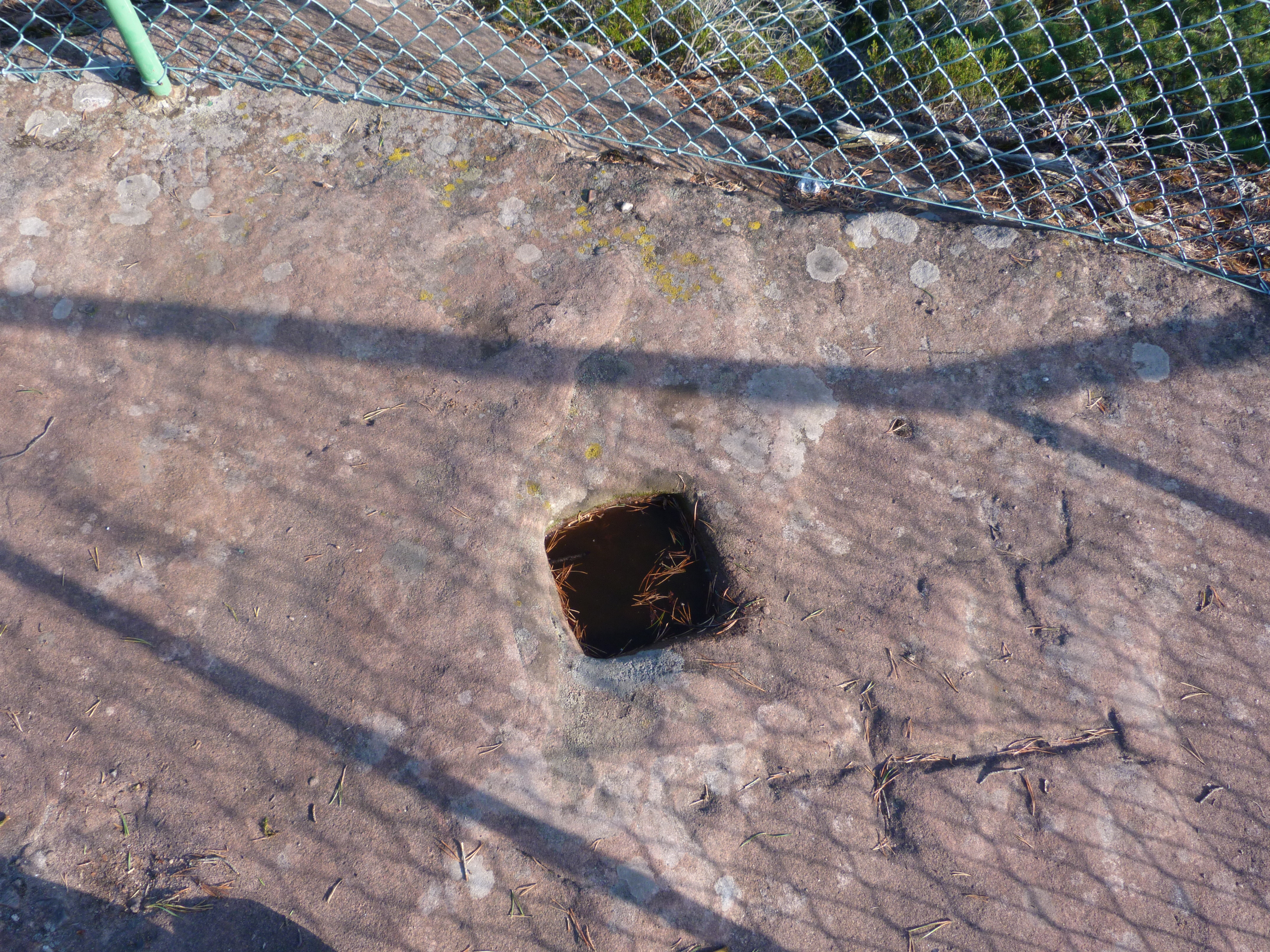
Erhaltenes Pfostenloch
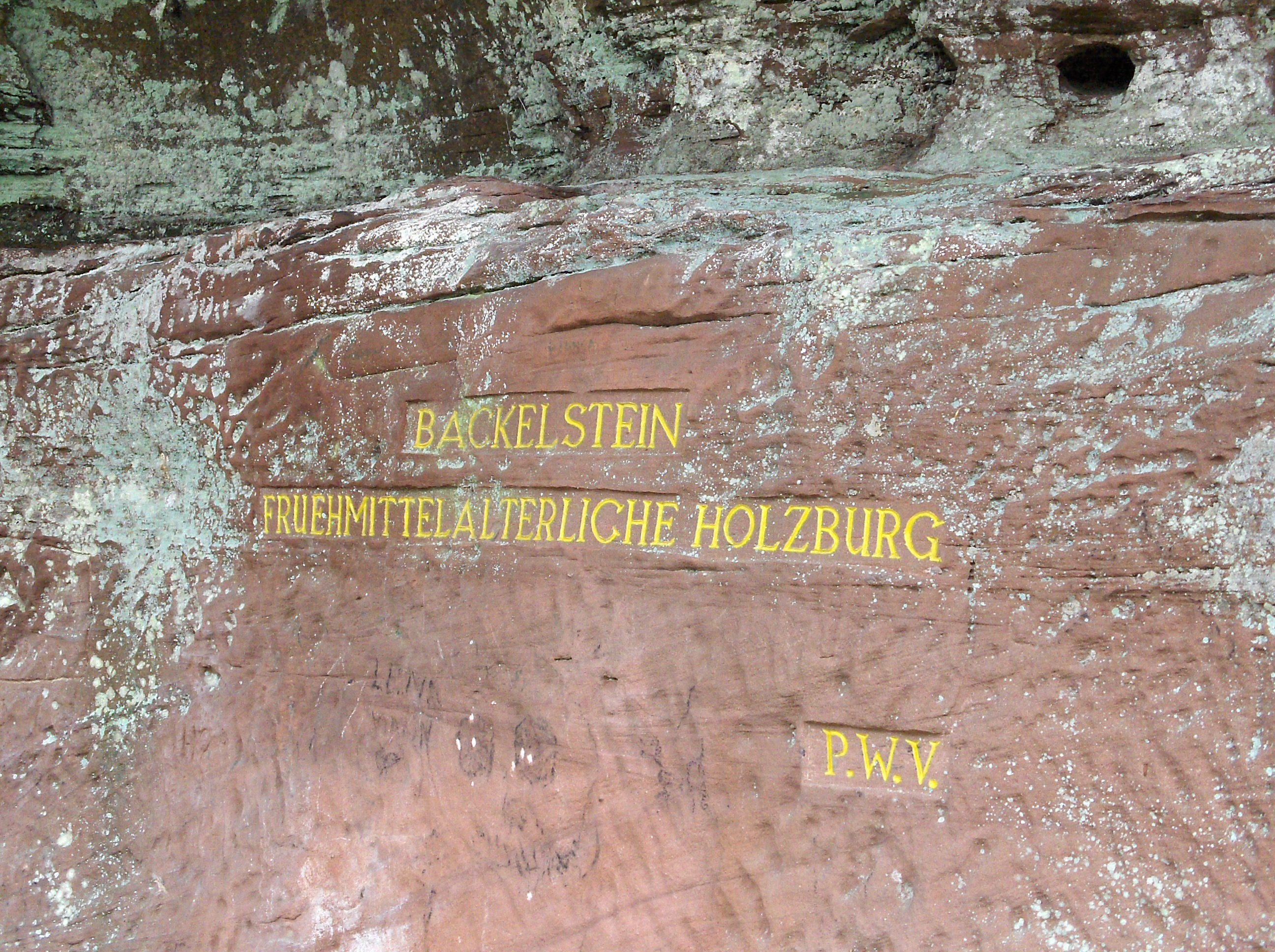
Ritterstein